# Lista gier wykorzystujących silnik Unreal
Poniżej znajduje się lista gier, w których został wykorzystany silnik Unreal Engine.

## Unreal Engine 1
| Rok  | Tytuł                                                | Producent                     | Wydawca                                |
| ---- | ---------------------------------------------------- | ----------------------------- | -------------------------------------- |
| 1998 | Unreal                                               | Epic Games                    | GT Interactive                         |
| 1998 | Star Trek: The Next Generation: Klingon Honor Guard  | MicroProse                    | MicroProse                             |
| 1998 | TNN Outdoors Pro Hunter                              | DreamForge Intertainment      | ASC Games                              |
| 1999 | Unreal Mission Pack: Return to Na Pali               | Legend Entertainment          | GT Interactive                         |
| 1999 | Unreal Tournament                                    | Epic Games                    | Epic Games                             |
| 1999 | Dr. Brain’s Thinking Games: Action/Reaction          | Knowledge Adventure           | Knowledge Adventure                    |
| 1999 | Nerf Arena Blast                                     | Visionary Media, Inc.         | Hasbro Interactive                     |
| 1999 | Virtual Reality Notre Dame: A Real Time Construction | Digitalo Studios              |                                        |
| 1999 | The Wheel of Time                                    | Legend Entertainment          | GT Interactive                         |
| 2000 | Rune                                                 | Human Head Studios            | Play-It                                |
| 2000 | Star Trek: Deep Space Nine: The Fallen               | The Collective                | Lemon Interactive                      |
| 2000 | Unrealty                                             | Perilith Industrielle         |                                        |
| 2000 | X-COM: Enforcer                                      | MicroProse                    | MicroProse                             |
| 2000 | Deus Ex                                              | Ion Storm                     | Eidos Interactive                      |
| 2001 | Harry Potter i Kamień Filozoficzny                   | KnowWonder Digital Mediaworks | Electronic Arts                        |
| 2001 | Adventure Pinball: Forgotten Island                  | Digital Extremes              | Electronic Arts                        |
| 2001 | Clive Barker's Undying                               | Dreamworks Interactive        | Electronic Arts                        |
| 2001 | Rune: Halls of Valhalla                              | Human Head Studios            | Gathering of Developers                |
| 2001 | Rune: Viking Warlord                                 | Human Head Studios            | Gathering of Developers                |
| 2002 | Deus Ex: The Conspiracy                              | Ion Storm                     | Eidos Interactive                      |
| 2002 | New Legends                                          | Infinite Machine              | THQ                                    |
| 2002 | Harry Potter i Komnata Tajemnic                      | KnowWonder Digital Mediaworks | Electronic Arts                        |
| 2002 | Mobile Forces                                        | Rage Software                 | Majesco                                |
| 2002 | Tactical Ops: Assault on Terror                      | Kamehan Studios               | cdp.pl                                 |
| 2003 | Mój brat niedźwiedź                                  | KnowWonder Digital Mediaworks | Disney Interactive (USA), Ubisoft (UK) |

## Unreal Engine 2 i 2.5
| Rok  | Tytuł                                             | Producent                     | Wydawca                          |
| ---- | ------------------------------------------------- | ----------------------------- | -------------------------------- |
| 2002 | America’s Army                                    | United States Army            | United States Army               |
| 2002 | Lineage II                                        | NCsoft                        | cdp.pl                           |
| 2002 | Tom Clancy’s Splinter Cell                        | Ubisoft                       | Play-It                          |
| 2002 | Unreal Championship                               | Digital Extremes              | Midway Games                     |
| 2002 | Unreal Tournament 2003                            | Digital Extremes              | Infogamers                       |
| 2003 | Tom Clancy’s Rainbow Six 3: Raven Shield          | Ubisoft                       | Play-It                          |
| 2003 | Desert Thunder                                    | Brainbox Games                | Groove Games                     |
| 2003 | Devastation                                       | Digitalo Studios              | Licomp Empirical Multimedia      |
| 2003 | Twin Caliber                                      | Rage Software                 | Rage Software                    |
| 2003 | Magic: The Gathering – Battlegrounds              | Secret Level                  | Atari                            |
| 2003 | Postal 2                                          | Running With Scissors, Inc.   | Licomp Empirical Multimedia      |
| 2003 | Unreal II: The Awakening                          | Legend Entertainment          | cdp.pl                           |
| 2003 | XIII                                              | Ubisoft                       | Ubisoft                          |
| 2004 | Dead Man’s Hand                                   | Human Head Studios            | Licomp Empirical Multimedia      |
| 2004 | Thief: Deadly Shadows                             | Ion Storm                     | Cenega                           |
| 2004 | Harry Potter i więzień Azkabanu                   | KnowWonder Digital Mediaworks | Electronic Arts                  |
| 2004 | Lemony Snicket’s A Series of Unfortunate Events   | Adrenium Games                | Activision                       |
| 2004 | Shadow Ops: Red Mercury                           | Zombie Studios                | Atari                            |
| 2004 | Redemption Online                                 | Teardust.Net                  |                                  |
| 2004 | Magna Carta: Crimson Stigmata                     | Softmax                       |                                  |
| 2004 | Rybki z ferajny                                   | Amaze Entertainment           | Licomp Empirical Multimedia      |
| 2004 | Tom Clancy’s Rainbow Six 3: Athena Sword          | Ubisoft                       | Cenega                           |
| 2004 | Tom Clancy’s Rainbow Six 3: Black Arrow           | Ubisoft                       | Ubisoft                          |
| 2004 | Tom Clancy’s Splinter Cell: Pandora Tomorrow      | Ubisoft                       | Cenega                           |
| 2004 | Marine Heavy Gunner: Vietnam                      | Brainbox Games                | Groove Games                     |
| 2004 | Men of Valor                                      | 2015 Games                    | Sierra                           |
| 2004 | Tribes: Vengeance                                 | Irrational Games              | cdp.pl                           |
| 2004 | Unreal Tournament 2004                            | Digital Extremes              | Infogamers                       |
| 2005 | Land of the Dead: Road to Fiddler’s Green         | Brainbox Games                | Groove Games                     |
| 2005 | America’s Army: Rise of a Soldier                 | Ubisoft                       | Ubisoft                          |
| 2005 | Advent Rising                                     | GlyphX Games                  | Majesco                          |
| 2005 | Brothers in Arms: Earned in Blood                 | Gearbox Software              | Cenega                           |
| 2005 | Brothers in Arms: Road to Hill 30                 | Gearbox Software              | Cenega                           |
| 2005 | Combat: Task Force 121                            | Direct Action Games           | Groove Games                     |
| 2005 | Pariah                                            | Digital Extremes              | Nicolas Games                    |
| 2005 | Star Wars: Republic Commando                      | LucasArts                     | LucasArts                        |
| 2005 | SWAT 4                                            | Irrational Games              | cdp.pl                           |
| 2005 | Tom Clancy’s Splinter Cell: Chaos Theory          | Ubisoft                       | Cenega                           |
| 2005 | Unreal Championship 2: The Liandri Conflict       | Epic Games                    | Midway Games                     |
| 2005 | World War II Combat: Road to Berlin               | Direct Action Games           | Groove Games                     |
| 2006 | Brothers In Arms: D-Day                           | Gearbox Software              | Cenega                           |
| 2006 | Kung Fu: Deadly Arts                              | Bedlam Games                  |                                  |
| 2006 | Magna Carta Portable                              | Softmax                       |                                  |
| 2006 | Red Orchestra: Ostfront 41–45                     | Tripwire Interactive          | Cenega                           |
| 2006 | Red Steel                                         | Ubisoft                       | Ubisoft                          |
| 2006 | Sezon na misia                                    | Ubisoft                       | Cenega                           |
| 2006 | The Chronicles of Spellborn                       | Spellborn International       | Mindscape                        |
| 2006 | The Regiment                                      | Kuju Entertainment            | Konami                           |
| 2006 | Tom Clancy’s Splinter Cell: Double Agent          | Ubisoft                       | Ubisoft                          |
| 2006 | Tom Clancy’s Splinter Cell: Essentials            | Ubisoft                       | Ubisoft                          |
| 2006 | World War II Combat: Iwo Jima                     | Direct Action Games           | Groove Games                     |
| 2006 | WarPath                                           | Digital Extremes              | Groove Games                     |
| 2007 | BioShock                                          | 2K Boston/2K Australia        | 2K Games                         |
| 2007 | Na fali                                           | Ubisoft                       | Cenega                           |
| 2007 | Marine Sharpshooter 3                             | Groove Games                  | Groove Games                     |
| 2007 | Close Quarters Conflict                           | Direct Action Games           | Groove Games                     |
| 2007 | Ragnarok Online 2: The Gate of the World          | Gravity                       | Gravity                          |
| 2007 | Redneck Kentucky and the Next Generation Chickens | City Interactive              | City Interactive                 |
| 2007 | StoneAge 2                                        | DigiPark Inc.                 | Frogster Interactive Pictures AG |
| 2007 | Vanguard: Saga of Heroes                          | Sigil Games Online            | Sony Interactive Entertainment   |
| 2008 | Mission Against Terror                            | Kingsoft                      | Suba Games                       |
| 2008 | Brothers In Arms: Double Time                     | Gearbox Software              | Ubisoft                          |
| 2008 | Marine Sharpshooter 4                             | Groove Games                  | Groove Games                     |
| 2008 | Priston Tale 2                                    | Yedang Online                 | Yedang Online                    |
| 2009 | Killing Floor                                     | Tripwire Interactive          | Iceberg Interactive              |
| 2009 | Metal Rage                                        | GameHi                        |                                  |
| 2009 | San Guo Online                                    | Kingsoft                      |                                  |
| 2010 | APB: All Points Bulletin                          | Realtime Worlds               | Electronic Arts                  |
| 2010 | BioShock 2                                        | 2K Marin                      | 2K Games                         |

## Unreal Engine 3
| Rok            | Tytuł                                           | Producent                              | Wydawca                                 |
| -------------- | ----------------------------------------------- | -------------------------------------- | --------------------------------------- |
| 2006           | Gears of War                                    | Epic Games                             | Microsoft Game Studios                  |
| 2006           | RoboBlitz                                       | Naked Sky Entertainment                | Naked Sky Entertainment                 |
| 2006           | Tom Clancy’s Rainbow Six: Vegas                 | Ubisoft Montreal                       | Ubisoft                                 |
| 2007           | Black College Football: BCFX: The Xperience     | Nerjyzed Entertainment                 | Aspyr Media                             |
| 2007           | Alliance of Valiant Arms                        | RED DUCK                               | Neowiz Games, NHN                       |
| 2007           | BlackSite: Area 51                              | Midway Austin                          | Midway Games                            |
| 2007           | Fatal Inertia                                   | Koei                                   | Koei                                    |
| 2007           | Lost Odyssey                                    | Mistwalker, feelplus Inc.              | Microsoft Game Studios                  |
| 2007           | Hour of Victory                                 | NFusion Interactive                    | Midway Games                            |
| 2007           | Fury                                            | Auran                                  | Gamecock Media Group                    |
| 2007           | Mass Effect                                     | BioWare                                | Microsoft Game Studios, Electronic Arts |
| 2007           | Stranglehold                                    | Midway Games, Tiger Hill Entertainment | Midway Games                            |
| 2007           | Medal of Honor: Airborne                        | Electronic Arts                        | Electronic Arts                         |
| 2007           | Monster Madness: Battle for Suburbia            | Artificial Studios                     | SouthPeak Interactive                   |
| 2007           | Undertow                                        | Chair Entertainment                    | Chair Entertainment                     |
| 2007           | Unreal Tournament III                           | Epic Games                             | Midway Games                            |
| 2007           | Warmonger: Operation Downtown Destruction       | NetDevil                               | NetDevil                                |
| 2008           | American McGee’s Grimm                          | Spicy Horse                            | Turner Broadcasting System              |
| 2008           | Army of Two                                     | Electronic Arts                        | Electronic Arts                         |
| 2008           | Brothers in Arms: Hell’s Highway                | Gearbox Software                       | Ubisoft                                 |
| 2008           | Blitz                                           | CJIG                                   |                                         |
| 2008           | Damnation                                       | Blue Omega Entertainment               | Codemasters                             |
| 2008           | Destroy All Humans! Path of the Furon           | THQ                                    | THQ                                     |
| 2008           | Frontlines: Fuel of War                         | Kaos Studios                           | THQ                                     |
| 2008           | Gears of War 2                                  | Epic Games                             | Microsoft Game Studios                  |
| 2008           | Hail to the Chimp                               | Wideload Games                         | Gamecock Media Group                    |
| 2008           | Highlander: The Game                            | Widescreen Games                       | Eidos Interactive                       |
| 2008           | Mirror’s Edge                                   | Digital Illusions CE                   | Electronic Arts                         |
| 2008           | Legendary                                       | Spark Unlimited                        | Gamecock Media Group                    |
| 2008           | Rise of the Argonauts                           | Liquid Entertainment                   | Codemasters                             |
| 2008           | Mortal Kombat vs. DC Universe                   | Midway Amusement Games                 | Midway Games                            |
| 2008           | Robert Ludlum’s The Bourne Conspiracy           | High Moon Studios                      | Sierra Entertainment                    |
| 2008           | TNA iMPACT!                                     | Midway Studios – Los Angeles           | Midway Games                            |
| 2008           | Parabellum                                      | Acony                                  | GamersFirst                             |
| 2008           | Supersonic Acrobatic Rocket-Powered Battle-Cars | Psyonix                                | Psyonix                                 |
| 2008           | The Last Remnant                                | Square Enix                            | Square Enix                             |
| 2008           | Ageod's To End All Wars                         | Kuju Entertainment                     | Matrix Games                            |
| 2008           | Tom Clancy’s EndWar                             | Ubisoft Shanghai                       | Ubisoft                                 |
| 2008           | Tom Clancy’s Rainbow Six: Vegas 2               | Ubisoft Montreal                       | Ubisoft                                 |
| 2008           | Turning Point: Fall of Liberty                  | Spark Unlimited                        | Codemasters                             |
| 2008           | Turok                                           | Propaganda Games                       | Touchstone Pictures                     |
| 2009           | 50 Cent: Blood on the Sand                      | Swordfish Studios                      | Vivendi Games                           |
| 2009           | America’s Army 3.0                              | United States Army                     | United States Army                      |
| 2009           | Star Trek: D.A.C                                | Naked Sky Entertainment                | Paramount Digital Entertainment         |
| 2009           | Borderlands                                     | Gearbox Software                       | 2K Games                                |
| 2009           | Fairytale Fights                                | Playlogic Game Factory                 | Playlogic                               |
| 2009           | Huxley                                          | Webzen Games                           | Webzen Games, NHN                       |
| 2009           | Leisure Suit Larry: Box Office Bust             | Team 17                                | Codemasters                             |
| 2009           | Section 8                                       | Timegate Studios                       | Gamecock Media Group                    |
| 2009           | Sky Gods                                        | BlackFoot Studios                      | BlackFoot Studios                       |
| 2009           | MagnaCarta 2                                    | Softmax                                | Cenega                                  |
| 2009           | The Wheelman                                    | Midway Games Newcastle                 | Midway Games                            |
| 2009           | The Punisher: No Mercy                          | Zen Studios                            | ZEN Studios                             |
| 2009           | X-Men Origins: Wolverine                        | Raven Software                         | Activision                              |
| 2009           | Shadow Complex                                  | Chair Entertainment                    | Microsoft Game Studios                  |
| 2009           | Cellfactor: Psychokinetic Wars                  | Timeline Interactive                   | Ubisoft                                 |
| 2009           | Crimecraft                                      | Vogster Entertainment                  | THQ                                     |
| 2010           | Army of Two: The 40th Day                       | Electronic Arts                        | Electronic Arts                         |
| 2010           | Lucha Libre AAA: Heroes del Ring                | Immersion Games                        | Konami, Slang                           |
| 2010           | Blacklight: Tango Down                          | Zombie Studios                         | Fox Interactive                         |
| 2010           | Dark Void                                       | Airtight Games                         | Capcom                                  |
| 2010           | DC Universe Online                              | Sony Online Austin                     | Sony Online Entertainment               |
| 2010           | Mass Effect 2                                   | BioWare                                | Electronic Arts                         |
| 2010           | Global Agenda                                   | Hi-Rez Studios                         | Hi-Rez Studios                          |
| 2010           | Mortal Online                                   | Star Vault                             | Star Vault                              |
| 2010           | Red Orchestra: Heroes of Stalingrad             | Tripwire Interactive                   | Tripwire Interactive, 1C Company        |
| 2010           | Alpha Protocol                                  | Obsidian Entertainment                 | Sega                                    |
| 2010           | Rush'n Attack: Ex-Patriot                       | Konami                                 | Konami                                  |
| 2010           | Saw II: Flesh & Blood                           | Zombie Studios                         | Konami                                  |
| 2010           | Medal of Honor (tryb single-player)             | Electronic Arts, Digital Illusions CE  | Electronic Arts                         |
| 2010           | Singularity                                     | Raven Software                         | Activision                              |
| 2010           | Stargate Resistance                             | Cheyenne Mountain Entertainment        | FireSky                                 |
| 2010           | The Agency                                      | Sony Online Entertainment Seattle      | Sony Online Entertainment               |
| 2010           | Transformers: Wojna o Cybertron                 | High Moon Studios                      | Activision                              |
| 2010           | Tom Clancy’s Splinter Cell: Conviction          | Ubisoft Montreal                       | Ubisoft                                 |
| 2010           | The Scourge Project: Episode 1 and 2            | Tragnarion Studios                     | Bit Box S.L.                            |
| 2010           | Zumba Fitness                                   | Pipeworks Software                     | Majesco Entertainment                   |
| 2010           | Enslaved: Odyssey to the West                   | Ninja Theory                           | Namco Bandai Games                      |
| 2011           | Alice: Madness Returns                          | Spicy Horse                            | Electronic Arts                         |
| 2011           | Batman: Arkham City                             | Rocksteady Studios                     | Eidos Interactive                       |
| 2011           | Mortal Kombat                                   | NetherRealm Studios                    | Warner Bros. Interactive Entertainment  |
| 2011           | Gears of War 3                                  | Epic Games                             | Microsoft Game Studios                  |
| 2011           | Bulletstorm                                     | People Can Fly                         | Electronic Arts                         |
| 2011           | Hunted: The Demon's Forge                       | InXile Entertainment                   | Bethesda Softworks                      |
| 2011           | TNA iMPACT! 2011                                | SouthPeak Games                        | SouthPeak Games                         |
| 2012           | Afterfall: InSanity                             | Intoxicate Studios                     | Nicolas Games                           |
| 2012           | Blade & Soul                                    | NCsoft                                 | NCsoft                                  |
| 2012           | Sin City                                        | Red Mile Entertainment                 |                                         |
| 2012           | Mass Effect 3                                   | BioWare                                | Electronic Arts                         |
| 2012           | Dishonored                                      | Bethesda Softworks                     | Bethesda Softworks                      |
| 2012           | Tony Hawk’s Pro Skater HD                       | Robomodo                               | Activision                              |
| 2012           | Spec Ops: The Line                              | Yager Development                      | Cenega                                  |
| 2012           | Painkiller: Hell & Damnation                    | The Farm 51                            | Nordic Games                            |
| 2013           | Aliens: Colonial Marines                        | Gearbox Software                       | Sega                                    |
| 2013           | DmC: Devil May Cry                              | Ninja Theory                           | Capcom                                  |
| 2013           | Dust 514                                        | Crowd Control Productions              | Crowd Control Productions               |
| 2013           | Ender’s Game: Battle Room                       | Chair Entertainment                    | Chair Entertainment                     |
| 2013           | BioShock Infinite                               | Irrational Games                       | 2K Games                                |
| 2013           | Deadfall Adventures                             | The Farm 51                            | Nordic Games                            |
| 2013           | Remember Me                                     | Dontnod Entertainment                  | Capcom                                  |
| 2014           | Thief                                           | Eidos Montreal                         | Cenega                                  |
| 2014           | Dead Block                                      | Candygun Games                         | Digital Reality                         |
| 2014           | Murdered: Soul Suspect                          | Airtight Games                         | Square Enix                             |
| 2014           | Zaginięcie Ethana Cartera                       | The Astronauts                         | cdp.pl                                  |
| 2015           | Rocket League                                   | Psyonix, Inc.                          | Psyonix, Inc.                           |
| 2015           | Might and Magic: Heroes VII                     | Limbic Entertainment                   | Ubisoft                                 |
| 2015           | Batman: Arkham Knight                           | Rocksteady Studios                     | Warner Bros. Interactive Entertainment  |
| 2015           | Assassin’s Creed Chronicles                     | Ubisoft                                | Ubisoft                                 |
| 2015           | Life is Strange                                 | Dontnod Entertainment                  | Square Enix                             |
| 2017           | MU Legend                                       | Webzen                                 | Webzen                                  |
| 2017           | Get Even                                        | The Farm 51                            | Bandai Namco Entertainment              |
| wczesny dostęp | Black Squad                                     | NS Studio                              | NS Studio                               |
| w produkcji    | Elveon                                          | 10tacle Studios                        | 10tacle Studios                         |
| w produkcji    | Killed in Action (K.I.A.)                       | Virus Studios                          | Virus Studios                           |

## Unreal Engine 4
| Rok            | Tytuł                                          | Producent              | Wydawca                        |
| -------------- | ---------------------------------------------- | ---------------------- | ------------------------------ |
| 2014           | Daylight                                       | Zombie Inc.            | Zombie Inc.                    |
| 2015           | Hatred                                         | Destructive Creations  | Destructive Creations          |
| 2015           | Real Boxing 2 Rocky                            | Vivid Games            | Vivid Games                    |
| 2015           | The Mean Greens                                | Virtual Basement       | Code Headquarters              |
| 2015           | The Vanishing of Ethan Carter Redux            | The Astronauts         | cdp.pl                         |
| 2015           | Kholat                                         | IMGN.PRO               | cdp.pl                         |
| 2015           | Alone in the Dark: Illumination                | Pure FPS               | Atari                          |
| 2015           | TakeDown                                       | BrokenCat Studio       |                                |
| 2016           | Tower Unite                                    | PixelTail Games        | PixelTail Games                |
| 2016           | Abzû                                           | Giant Squid            | 505 Games                      |
| 2016           | Paragon                                        | Epic Games             | Epic Games                     |
| 2017           | Project Remedium                               | Atomic Jelly           | PlayWay                        |
| 2017           | Four Goddesses Online: Cyber Dimension Neptune | Compile Heart, Tamsoft | Idea Factory                   |
| 2017           | Inner Voices                                   | Sigma Games            | Fat Dog Games                  |
| 2017           | Crackdown 3                                    | Reagent Games          | Microsoft Studios              |
| 2017           | Ark: Survival Evolved                          | Studio Wildcard        | Studio Wildcard                |
| 2017           | PlayerUnknown’s Battlegrounds                  | Krafton                | Krafton                        |
| 2017           | Hellblade: Senua’s Sacrifice                   | Ninja Theory           | Ninja Theory                   |
| 2017           | Hidden Agenda                                  | Supermassive Games     | Sony Interactive Entertainment |
| 2017           | Hello Neighbor                                 | Dynamic Pixels         | tinyBuild                      |
| 2017           | Fortnite Battle Royale                         | Epic Games             | Epic Games                     |
| 2018           | A Way Out                                      | Hazelight Studios      | Electronic Arts                |
| 2018           | Vampyr                                         | Dontnod Entertainment  | Focus Home Interactive         |
| 2018           | Urban Trial Playground                         | Tate Multimedia        | Tate Multimedia                |
| 2018           | The Awesome Adventures of Captain Spirit       | Dontnod Entertainment  | Square Enix                    |
| 2018           | We Happy Few                                   | Compulsion Games       | Gearbox Publishing             |
| 2018           | Life is Strange 2                              | Dontnod Entertainment  | Square Enix                    |
| 2018           | MXGP Pro                                       | Milestone              | Milestone                      |
| 2018           | Call of Cthulhu                                | Cyanide Studio         | Focus Home Interactive         |
| w produkcji    | Satisfactory                                   | Coffee Stain Studios   | Coffee Stain Publishing        |
| wczesny dostęp | Darwin Project                                 | Scavengers Studio      | Scavengers Studio              |
| 2019           | Space Cows                                     | Happy Corruption       | All in! Games                  |
| 2019           | Tropico 6                                      | Limbic Entertainment   | Kalypso Media                  |
| 2019           | Astroneer                                      | System Era Softworks   | System Era Softworks           |
| 2019           | Draugen                                        | Red Thread Games       | Red Thread Games               |
| 2020           | Valorant                                       | Riot Games             | Riot Games                     |
| 2022           | World War 3                                    | The Farm 51            | The Farm 51                    |
| 2023           | Dziedzictwo Hogwartu                           | Avalanche Software     | Warner Bros. Games             |

## Unreal Engine 5
| Rok         | Tytuł                              | Producent      | Wydawca            |
| ----------- | ---------------------------------- | -------------- | ------------------ |
| 2021        | The Bus                            | TML-Studios    | AeroSoft GmbH      |
| 2023        | Remnant 2                          | Gunfire Games  | Gearbox Publishing |
| 2023        | Lords of the Fallen                | Hexworks       | CI Games           |
| 2024        | S.T.A.L.K.E.R. 2: Serce Czarnobyla | GSC Game World |                    |
| 2025        | Splitgate 2                        | 1047 Games     |                    |
| w produkcji | Wiedźmin IV                        | CD Projekt Red |                    |
| w produkcji | Cyberpunk 2                        | CD Projekt Red |                    |